# Basawon Singh

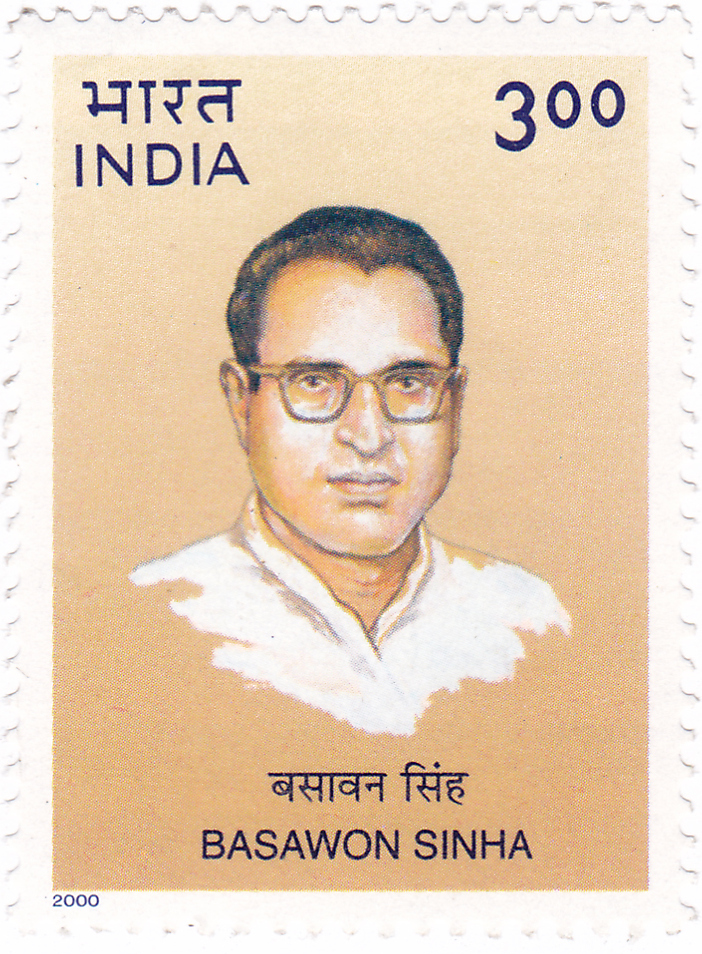
Basawon Singh auf einer 2000er Briefmarke von Indien

Basawon Singh (Hindi बसावन सिंह, Malayalam ബസാവൺ സിംഗ്, Tamil பசவான் சிங், auch: Basawan Singh, Basawon Sinha, geb. 23. März 1909; † 7. April 1989) war ein indischer Unabhängigkeitsaktivist und ein Kämpfer für die Rechte benachteiligter Industriearbeiter und Landarbeiter.
Aufgrund seiner Unterstützung für die Unabhängigkeit verbrachte er insgesamt 18,5 Jahre in Gefängnissen in Britisch-Indien und engagierte sich für den demokratischen Sozialismus. Zusammen mit Yogendra Shukla war er Gründungsmitglied der Kongress-Sozialistischen Partei in Bihar. Unter seinen revolutionären Kollegen und Freunden wurde er aufgrund seiner Größe Lambad genannt.

## Leben
Basawon Singh wurde am 23. März 1909 in einer armen Bauernfamilie in Jamalpur (Subhai), Hajipur, geboren. Er war der einzige Sohn einer Kleinbauernfamilie. Seinen Vater verlor er im Alter von acht Jahren. Mit zehn Jahren ging er nach Hajipur, um Mahatma Gandhi zu sehen und zu hören. Als brillanter Schüler sicherte er sich Stipendien sowohl in der Grund- als auch in der Mittelschule. Danach besuchte er die Dighi High School. Er unterrichtete ältere Jungen, um Essen und Unterkunft zu finanzieren. Seine Mutter verkaufte jeden Monat einen Bambus für zwei Rupien, um seine anderen Schulkosten zu decken. Singh bestand 1926 die Immatrikulationsprüfung mit einer hohen Bewertung und begann sein Studium am G. B. B. College.

## Revolution
Während der letzten zwei Schuljahre kam Singh in engen Kontakt mit Revolutionären, wobei Yogendra Shukla, der Chef der Hindustan Socialist Republican Army (HRSA), sein Mentor war. Kurz nach seinem Eintritt in die HRSA im Jahr 1925 wurde Singh vom G. B. B. College ausgeschlossen. Damit war seine formelle Ausbildung beendet. Anschließend war er mit Bihar Vidyapeeth im Sadakat Ashram in Patna zusammen, wo er mit einer kleinen Gruppe von Jugendlichen eine intensive militärische Ausbildung absolvierte. Singh floh 1929 nach der Verschwörung von Lahore. Er wurde für die Verschwörungen von Bhusawal, Kakori, Tirhut und Deluaha mitbeschuldigt. Er setzte die Aktivität für die HRSA zusammen mit Chandrashekhar Azad und Keshav Chandra Chakravarty fort. Er wurde dann zu sieben Jahren Gefängnis verurteilt, floh jedoch nach drei Tagen im Juni 1930 aus dem Zentralgefängnis von Bankipore, wurde aber erneut verhaftet und ins Gefängnis von Bhagalpur Centrail gebracht.
Während seiner Zeit in Bhagalpur unternahm Singh einen Hungerstreik, um gegen die seiner Meinung nach unmenschlichen Bedingungen im Gefängnis zu protestieren. Am 12. Tag des Fastens wurde er in das Zentralgefängnis von Gaya gebracht und in Einzelhaft gehalten. Bald wurde er ins Krankenhaus des Gefängnisses gebracht. Alle Bemühungen seiner Zwangsernährung scheiterten. Sir Ganesh Dutt, der damalige Minister von Bihar, bat Singhs Mutter Daulat Kher, ihn zu drängen, sein Fasten aufzugeben. Als sie am 50. Tag des Fastens anwesend war, segnete sie ihn. Die Leute warteten täglich am Gefängnistor, um Singhs Leiche zu erhalten, sollte er sterben. Alle politischen Gefangenen im Gefängnis waren in den letzten Tagen ebenfalls solidarisch mit ihm, aber am 58. Tag brach er sein Fasten, nachdem er von Gandhi informiert worden war, dass seine Forderungen erfüllt worden waren. Er wurde im Juni 1936 wegen seines schlechten Gesundheitszustands aus dem Gefängnis entlassen, aber durch das Stadtgesetz wurde ihm auferlegt, seinen Wohnort nicht zu verlassen. Er verstieß gegen diese Beschränkung und wurde erneut verhaftet. Singh studierte während seiner Haft Themen wie Geschichte, Geographie, Politikwissenschaft, Philosophie, Sozial- und Naturwissenschaften. Er hatte ein fotografisches Gedächtnis.

### Politik und Gewerkschaftsarbeit
Singh war von 1936 bis zu seinem Tod 1989 in der Gewerkschaftsbewegung aktiv. Er trat im Dezember 1936 der Sozialistischen Partei des Kongresses bei und wurde zu deren Arbeitssekretär ernannt. Er gründete Gewerkschaften in den Kohleminen, Zuckermühlen, Glimmerminen und Eisenbahnen von Bihar. Er gründete 1937 die Gewerkschaft Japla, 1937 die Gewerkschaft Baulia, organisierte zusammen mit Shivnath Bannerjee die Arbeiter der Jamalpur-Werkstatt, gründete die Gewerkschaft Gaya Cotton and Jute Mill, gründete zusammen mit Subhas Chandra Bose die Tata Collieries Gewerkschaft. Als Bose 1941 Indien verließ, wurde Singh der Präsident der Gewerkschaft.
Er organisierte Kohlenarbeiter von Talcher in enger Koordination und mit Unterstützung von Dukhabandhu Mishra (Gründungsmitglied der HMS-Gewerkschaft in Talcher-Kohlefeldern) in Rajgangpur (Orissa) und Satna (MP), sowie die Mica Workers Union, die Gomia Labour Union (Explosives), und später der Gewerkschaften, die der HMS angeschlossen sind. Er war ab 1936 in der AIRF tätig. Er war einer der Gründer der Hind Mazdoor Sabha und deren Präsident auf der staatlichen und zentralen Ebene. Basawon Singh war seit 1936 aktiv an der All India Railwaymen’s Gewerkschaft beteiligt. Er war mehrere Jahre Präsident der Oudh Tirhoot (OT) Railway Union und der North East Railway Mazdoor Union. Er wurde im April 1937 zusammen mit Jayaprakash Narayan, Benipuri und anderen in Patna wegen „verfassungswidriger“ Aktivitäten für sechs Monate eingesperrt. Während des Zweiten Weltkriegs war er der erste Mann in Bihar, der am 26. Januar 1940 in Husainabad, Palamu, gemäß der indischen Verteidigungsverordnung festgenommen und nach achtzehn Monaten freigelassen wurde. Während des „Quit India movement“ wurde ein Brief von Jayaprakash Narayans Deoli an ihn abgefangen. Daraufhin ging er 1941 in den Untergrund. Später reiste er nach Afghanistan, um Schusswaffen und Munition zu erwerben. Er nahm an der AICC-Sitzung in Bombay (9. August 1942) teil und leitete die Bewegung aus dem Untergrund. Am 8. Januar 1943 wurde er in Delhi verhaftet, und erst am 3. April 1946 freigelassen. Danach setzte er seine nationalistische und gewerkschaftliche Arbeit fort. Seit 1946 war er Vizepräsident (und amtierender Präsident, weil der Präsident Subhas Chandra Bose aus Indien geflohen war) des All-India Railwaymen’s Verbands.

### Dalmianagar und 30 Tage Hungerstreik
Vor der Unabhängigkeit arbeitete Basawon Singh in der Gewerkschaftsbewegung mit unvermindertem Eifer für die Sache des demokratischen Sozialismus, weil die Gewerkschaftsbewegung einer der Hauptfaktoren für sozialen Wandel und soziale Gerechtigkeit war. Anfang Oktober 1938 wurde er in Dalmianagar er mit sechs anderen Führern nach Section 107 des C.P.C. verhaftet, weil sie einen intensiven Streik von etwa 2400 Männern organisiert hatten. Während seines Einsatzes für die Gewerkschaftsbewegung trat dieser prominente sozialistische Führer häufig nach dem Vorbild von Gandhi in den Hungerstreik, um gegen die Ungerechtigkeit gegenüber den Arbeitern zu protestieren. Am 12. Januar 1949 wurde er in Dalmianagar nach dem Gesetz zur Aufrechterhaltung der öffentlichen Ordnung von Bihar verhaftet und Ende März freigelassen. Danach trat er 30 Tage lang in Dalmianagar in einen Hungerstreik, um für die Sache der Arbeiter zu sterben. Der indische Premierminister Jawaharlal Nehru und sein Freund und sozialistischer Kollege Jayaprakash Narayan intervenierten und Rajendra Prasad wurde der Schiedsrichter. Erst dann brach Basawon Babu am 31. Tag sein Fasten.

### Zweiter Weltkrieg und Austritt aus der Indien-Bewegung
Nach dem Eintritt Indiens in den Zweiten Weltkrieg gab das Kongressministerium in Bihar unter der Leitung von Krishna Singh am 31. Oktober 1939 seinen Rücktritt bekannt. Singh war der erste Bihari, der am 26. Januar 1940 den Unabhängigkeitstag zur Durchführung einer illegalen Kundgebung und für eine Antikriegsrede in Japla nutzte. Daraufhin erließ der stellvertretende Kommissar von Palamau einen Haftbefehl gegen ihn. Es wurde Ein Prozess gegen ihn eingeleitet, weil seine Rede gegen die indischen Verteidigungsbestimmungen verstieß.
Er wurde in Daltonganj verurteilt zu 18 Monaten Haft verurteilt. Er wurde in der T.-Zelle des Hazaribagh-Zentralgefängnisses festgehalten. Narayan wurde am 18. Februar 1940 verhaftet. Narayan und andere sozialistische Führer, einschließlich Ganga Sharan Singh, wurden in verschiedenen Zellen festgehalten. Basawon Singh wurde im Juli 1941 freigelassen. Basawon Singh spielte eine große Rolle in der historischen „Quit India-Bewegung“. Es ist erwähnenswert, dass er am 12. April 1942 vor der politischen Konferenz des Bezirks Palamau sprach, an der Tausende von Menschen teilnahmen, darunter eine große Anzahl von Stammesangehörigen, die hauptsächlich aus Kherwars und Kisans bestanden. In der nächsten Woche hielt er mit Reasat Karim von Dehri eine sehr inspirierende Rede auf der Konferenz der sozialistischen Gruppe von Kisan Sabha am 18. und 19. April 1942 in Patepur in Muzaffarpur, die von Abdul Hayat Chand aus Patna geleitet wurde. Am Vorabend der August-Rebellion wurde Singh von der Kolonialmacht in der Gruppe „A“ als Arbeiter-, Sozialisten- und Terroristenführer auf die schwarze Liste gesetzt, Klassifizierung I mit Deep Narayan Singh, Rambriksh Benipuri, Narayan Prasad Verma, Bir Chand Patel und anderen Führern des Distrikts Muzaffarpur Regierung der Provinz Bihar.
Er tauchte ab und organisierte seine Freiheitskämpfer im dichten Wald von Palamau. Die intensiven Aktivitäten dieses sozialistischen Führers ermutigten die Flucht von sechs sozialistischen Führern, nämlich Shukla, Narayan, Pandit Ramnandan Mishra, Suraj Narayan Singh, Shaligram Singh, Gulab Chand Gupta und Gulali Sonar aus dem Zentralgefängnis von Hazaribagh in der Diwali-Nacht am 9. November 1942. Narayan war bereit, sich mit Singh zu treffen, um das Programm zum Sturz des britischen Raj durch bewaffneten Kampf zu formulieren. Singh wurde am 7. Januar 1943 erneut in Delhi gefasst. Er wurde in den Zellen der Red Fort-Dungeons, des Delhi-Gefängnisses und des Zentralgefängnisses von Bankipur, Gaya, Bhagalpur und Hazaribagh mit Querstangen und Fesseln eingesperrt. Er wurde im April 1947 nach der Bildung des Kongressministeriums in Bihar unter der Leitung von Krishna Singh am 2. April 1946 freigelassen.

## Im unabhängigen Indien
Nach der Unabhängigkeit Indiens war er Mitglied der Nationalen Exekutive der Sozialistischen Partei. Er war der Gründer von HMS (Hind Mazdoor Sabha), einer der sechs nationalen Verbände, die den Sozialisten angeschlossen sind. Er wurde 1965 für den Streik von Gomia verhaftet und kämpfte für die Rechte der Arbeiter.

### Sozialistische Führung
Im Februar 1948 löste sich die Sozialistische Partei des Kongresses vom Kongress. Singh war ein prominenter Führer der Sozialistischen Partei bis zu ihrer Fusion mit anderen politischen Parteien zur Janata-Partei und ihrer Regierung in Bihar sowie in Indien im Jahr 1977. Er war von 1939 bis 1977 Mitglied der nationalen Exekutive der Sozialistischen Partei und seit vielen Jahren Staatspräsident. Er gewann den Wahlbezirk von Dehri-on-Sone bei den ersten Parlamentswahlen von 1952 und wurde von 1952 bis 1962 ein wichtiger Oppositionsführer. Von 1962 bis 1968 war er Mitglied des Legislativrates. Er wurde einer der mächtigsten Kabinettsminister (Kabinettsminister für Arbeit, Planung und Industrie) in der Koalitionsregierung von 1967. Während des Notstands von 1975 blieb er 20 Monate im Untergrund, um die Bewegung zu leiten, und seine Frau wurde unter MISA als potenzielle „Bedrohung“ für die Regierung inhaftiert.
1977 wurde er für Dehri-on-Sone gewählt und erneut Kabinettsminister für Arbeit, Planung und Industrie in der Regierung der Janata-Partei im Bundesstaat. Er starb am 7. April 1989. Seine Frau Kamala Sinha, eine Großnichte des Gründers von Jan Sangh, Syama Prasad Mukherjee, war ebenfalls eine indische Politikerin und Diplomatin. Sie wurde von 1990 bis 2000 zweimal in die Rajya Sabha gewählt und diente später als Botschafterin in Suriname und Barbados. Sie wurde auch die erste weibliche Außenministerin der Union (MoS) für auswärtige Angelegenheiten im Kabinett von I. K. Gujral.

### Reisen im Ausland
Basawon Singh war bekannt für sein breites Wissen und eine Gelehrsamkeit bei den Aktivisten der indischen Unabhängigkeitsbewegung. Er repräsentierte das Land bei verschiedenen Gelegenheiten. Zum ersten Mal besuchte er 1950 Rangun. 1951 war er Delegierter der Ersten Sozialistischen Konferenz Asiens in Rangun. 1954 ging er nach China und leitete die indische Delegation, um an der Feier zum Ersten Mai teilzunehmen. 1956 vertrat er die Hind Mazdoor Sabha auf der Jahreskonferenz der Japanischen Gewerkschaft in Domei. Im selben Jahr ging er in die Sowjetunion und führte die indische Delegation zur Teilnahme an der Feier zum Ersten Mai. Er besuchte die Vereinigten Staaten 1984 auf Einladung des Kongresses der American Federation of Labour der Industrial Workers Organization.

## Anerkennung
Die indische Regierung gab am 23. März 2000 zu seinen Ehren eine Gedenkmarke heraus. In der Stadt Hajipur in Bihar gibt es ein Hallenstadion namens Basawan Singh Indoor Stadium.